# Trafic de arme

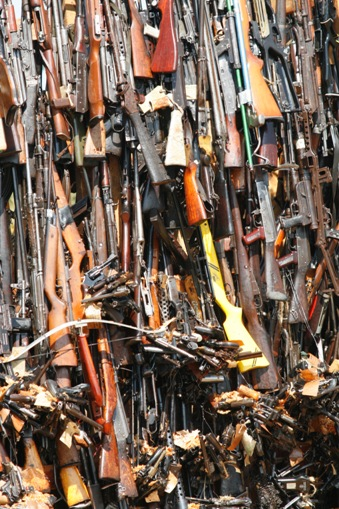
Un morman de arme de contrabandă confiscate și pe cale de-a fi incendiate la Nairobi, Kenya

Traficul de arme reprezintă comerțul cu arme și muniții de contrabandă. Comerțul legal cu arme de foc variază foarte mult, în funcție de legislația locală și națională.
Raportul din 1999 al experților guvernamentali privind armele de calibru mic ai ONU oferă o definiție mai rafinată și mai precisă, care a fost acceptată la nivel internațional. Se face distincție între armele de calibru mic (revolvere și pistoale, puști și carabine, mitraliere, puști de asalt, mitraliere ușoare), care sunt arme destinate pentru uz personal, și armamentul ușor (mitraliere grele, lansatoare de grenade, armament portabil antiaerian, armament portabil antitanc, arme fără recul, lansatoare portabile de rachete antiaeriene, sisteme și mortiere de calibru mai mic de 100 mm), care sunt proiectate pentru a fi folosite de mai multe persoane care fac parte dintr-o unitate. Muniția și explozibilii fac, de asemenea, parte integrantă din armele de calibru mic și din armamentul ușor utilizat în conflictele armate.

## Impact

### Zone
Deși traficul de arme este larg răspândită în regiunile cu turbulențe politice, el nu este limitat la astfel de zone; astfel, de exemplu, în Asia de Sud, aproximativ 63 de milioane de arme de foc au fost vândute ilegal în India și Pakistan.
În Statele Unite ale Americii, termenul „Iron Pipeline” este folosit uneori pentru a descrie Autostrada Interstatală 95 și autostrăzile de legătură ca un coridor pentru traficul de arme din New York.

### Valoarea de piață
Valoarea totală a tranzacțiilor realizate pe piața mondială de armament este estimată la aproximativ 60 de miliarde de dolari pe an, din care aproximativ 8 miliarde de dolari provin din vânzarea de pistoale, puști, mitraliere și gloanțe. Comerțul ilegal de arme este mai greu de estimat, dar piața ilicită de arme de calibru mic a fost estimată la 10-20% din comerțul mondial cu arme.

### Traficanți de arme notabili
- Monzer al-Kassar
- Pierre Beaumarchais
- Viktor Bout
- Samuel Cummings
- Arcadi Gaydamak
- Adnan Khashoggi
- Leonid Minin
- Sarkis Soghanalian
- Dale Stoffel
- Gerhard Mertins
- John Nardi
- Basil Zaharoff
- Efraim Diveroli
- Tyler Limbrick

## În cultura populară

### Filme
- Lord of War (2005), un film de război ficțional în care Nicolas Cage interpretează un traficant de arme asemănător cu traficantul de arme din perioada postsovietică Viktor Bout; filmul a fost sprijinit de organizația Amnesty International pentru evidențierea traficului de arme organizat de industria mondială de armament
- Making a Killing: Inside the International Arms Trade (2006), un documentar de 15 minute inclus în ediția specială dublă pe DVD a filmului Lord of War (2005).[7] Numeroase alte documentare despre traficul de arme sunt găsite pe pagina YouTube a acestui film.[8]
- Iron Man (2008), un film cu supereroi inspirat de personajul cu același nume din benzile desenate Marvel, inventatorul Tony Stark (Robert Downey Jr.), care descoperă că propria sa companie vindea armele produse de ele către infractori din întreaga lume și caută să-i oprească pe directorii corupți și pe alți angajați, transformându-se în supereroul Iron Man.
- War Dogs (2016), o dramă biografică cu elemente de comedie neagră inspirată din povestea adevărată a doi tineri, David Packouz și Efraim Diveroli, care au obținut un contract de 300 de milioane $ cu Pentagonul pentru a vinde armament aliaților americani din Afganistan și s-au implicat mai târziu în traficul ilegal cu arme.[9]
- Shot Caller (2017), un thriller în care infractorul recent eliberat înainte de termen Jacob „Bani” Harlon este forțat de către banda din care face parte să organizeze o importantă tranzacție de arme cu o bandă aliată Sureño.

### Filme de televiziune
- Sons of Anarchy, un serial FX-TV despre un club ficțional de motocicliști a căror principală sursă de venit o reprezintă traficul de arme către mai multe organizații criminale naționale și internaționale.
- Death in Paradise Seria 3, Episodul 5, îl prezintă pe Jacob Doran (interpretat de Simon Shepherd), ministrul comerțului din Saint Marie, care este descoperit mai târziu de Humphrey Goodman ca fiind un traficant de arme.
- Jormungand, un serial anime de televiziune inspirat din seria manga a lui Keitarō Takahashi, produs de studioul japonez White Fox, care abordează problema traficului de arme în Orientul Mijlociu și pe continentul european.
- The Night Manager, un miniserial BBC în care un fost militar britanic, care lucrează în prezent ca funcționar de noapte în hoteluri se infiltrează în cercul unui traficant de arme.

### Jocuri video
- jocul video Grand Theft Auto V din seria GTA Online are un pachet cu conținut descărcabil care se referă la fabricarea și distribuirea ilegală de arme prin operațiuni de contrabandă.
- Mafia III, unul dintre subalternii lui Lincoln Clay, lordul mafiei haitiene Cassandra, vinde rachete.

## Legături externe
- „Arms Sales Monitoring Project”.
- „Arms Trafficking Data and Market”. Arhivat din original la 21 iunie 2008. Accesat în 22 septembrie 2018.
- CIA (1980). Central American Arms Trafficking Report (PDF). Arhivat din original (PDF) la 27 octombrie 2012. Accesat în 22 septembrie 2018.
- „Illicit Trafficking”. Arhivat din original la 7 septembrie 2015. Accesat în 22 septembrie 2018.
- „Official website”.